# قومية تقنية
القومية التقنية هي طريقة لفهم كيفية تأثير التكنولوجيا على مجتمع وثقافة الأمة. أحد الأمثلة الشائعة هو استخدام التقنية لتعزيز الأجندات القومية، بهدف تعزيز الترابط وهوية وطنية أقوى. تؤسس هذه الفكرة الاعتقاد بأن نجاح الأمة يمكن تحديده من خلال مدى نجاح تلك الأمة في ابتكار التكنولوجيا ونشرها عبر شعبها. يعتقد القوميون التقنيون أن وجود جهود البحث والتطوير الوطنية، وفعالية هذه الجهود، هي المحركات الرئيسية للنمو الشامل، والاستدامة، والازدهار للأمة. 

## قادة الابتكار
ترتبط القومية التقنية باستمرار ببلدان معينة معروفة بطبيعتها المبتكرة. أصبحت هذه البلدان والمناطق مثل بريطانيا وألمانيا وأمريكا الشمالية معروفة بكونها رائدة في النمو التقني. عند تحديد قادة في مجال الابتكار التقني، تم التأكيد على أن «التقنيات مرتبطة بأمم معينة. يُنظر إلى المنسوجات القطنية وقوة البخار على أنها مواد بريطانية، وألمانية، واللكترونيات الاستهلاكية على أنها يابانية». لقد نمت هذه البلدان لتصبح مزدهرة بسبب روابطها الاقتصادية القوية مع النمو التقني، «افترض المؤرخون وآخرون أن ألمانيا وأمريكا نمتا بسرعة في السنوات الأولى من القرن العشرين بسبب الابتكار الوطني السريع.» بسبب تأثير التقنية على النمو الاقتصادي، هناك علاقة ضمنية بين النمو الاقتصادي والقومية. أصبحت بريطانيا مثالاً على هذا الارتباط بين الازدهار الاقتصادي والابتكار التقني عندما استثمرت بكثافة في البحث التقني والتطوير لمطابقة معايير الابتكار في البلدان الأخرى. 

## الصين
على مدار العقد الماضي، أطلقت الصين برامج مختلفة، بما في ذلك صنع في الصين 2025 ومعايير الصين 2035 لتقليل اعتمادها على التقنيات الأجنبية. في المؤتمر الوطني لنواب الشعب الصيني لعام 2020، أعلن الحزب الشيوعي الصيني عن مضاعفة مبادرته الصناعية الرائدة، بالإضافة إلى استثمار 1.4 تريليون دولار أمريكي في خطة الإنفاق العام للبنية التحتية الرقمية. بصفتها عملاقًا تقنيًا ناشئًا، أصبحت الصين مبتكرًا رائدًا على الصعيدين العالمي والمحلي.

## إندونيسيا
لا يُنظر إلى إندونيسيا غالبًا على أنها منطقة يحدث فيها الابتكار المفرط. ومع ذلك، فيما يتعلق بالقومية التقنية، إندونيسيا هي الأوفر حظا. في عام 1976، أنشأت إندونيسيا IPTN، وهي شركة حكومية متخصصة في السفر الجوي والفضائي. ستتلقى IPTN قريبًا استثمارًا بقيمة 2 مليار دولار من الحكومة، مما يجعلها من بين أكبر الشركات في دول العالم الثالث، ناهيك عن كونها واحدة من الشركات المصنعة للطائرات. وبسبب نجاحها الباهر، شعر الإندونيسيون بفخر كبير ببلدهم وأصبحوا «رمزًا بارزًا للاحترام والفخر الوطنيين الإندونيسيين». بسبب هذه الثقة المكتشفة حديثًا، بدأ الإندونيسيون يعتبرون أنفسهم «متساوين مع الغربيين»، مما يدل على أن الاعتزاز ببلدهم يمكن أن يكون نتيجة مباشرة للاستثمارات التكنولوجية.

## كندا
كان التحدي الأكبر لكندا في القرن التاسع عشر هو توحيد البلاد عبر القارة. كان بناء سكة حديد المحيط الهادئ الكندية (من 1881 إلى 1885) محاولة سياسية واقتصادية متعمدة لتوحيد مناطق كندا وربط شرق وغرب البلاد. حدد تشارلاند هذا المشروع على أساس إيمان الأمة بقدرة التقنية على التغلب على العقبات المادية. نظرًا لتكييف التقنيات لتناسب الاحتياجات الكندية، فقد غذت الخطاب الوطني بأن السكك الحديدية كانت جزءًا لا يتجزأ من بناء الأمة. كما غذت روح القومية التقنية هذه تطور البث في البلاد وبالتالي خدمت بشكل أكبر في تطوير الهوية الوطنية. ومن المفارقات أن هذه التقنيات، التي أطلق عليها المؤرخ هارولد إنيس «الربط بالفضاء»، دعمت في نفس الوقت وقوضت تطور الأمة الكندية. بناءً على الارتباط بدلاً من المحتوى، لم يفضلوا أي مجموعة معينة من القيم، باستثناء تلك الناشئة عن التجارة والاتصالات نفسها، وبالتالي فقد ساهموا أيضًا في اندماج كندا في بريطانيا أولاً، ثم الإمبراطورية الأمريكية.